# Marshalsea

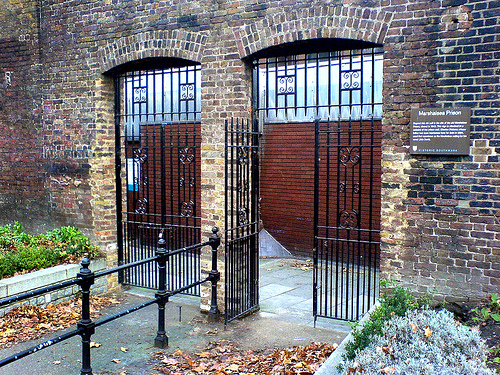
Quello che resta della Marshalsea: un muro di mattoni e due archi

La Marshalsea era una prigione situata sulla riva meridionale del fiume Tamigi, nel quartiere londinese di Southwark, vicino al London Bridge. Per oltre 500 anni (almeno dal 1329 fino alla sua chiusura, avvenuta nel 1842) ospitò i condannati per sovversione, i marinai ammutinati, gli accusati di pirateria e, soprattutto, i debitori che non erano riusciti ad estinguere i loro debiti e che vi rimanevano finché ciò non avveniva.
La prigione era gestita da privati, come tutte le prigioni inglesi del XIX secolo; l'aspetto dell'edificio era simile a quello di un college di Oxbridge, e funzionava come un sistema di estorsioni: i prigionieri che potevano pagare la tariffa avevano a disposizione un bar, un ristorante, un negozio, e il privilegio di poter lasciare la prigione durante il giorno. Tutti gli altri erano ammassati in una delle nove piccole stanze con dozzine di altri prigionieri, imprigionati spesso per diversi anni anche per debiti di modesta entità, che però aumentavano per il mancato pagamento della prigione.

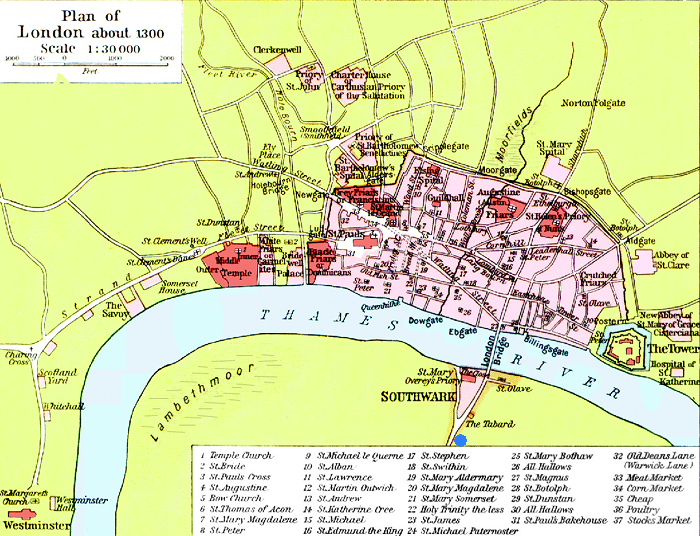
Mappa del quartiere del XIV secolo nel quale sorgeva la Marshalsea.

Una commissione parlamentare riferì nel 1729 che 300 detenuti erano morti di fame in un periodo di tre mesi, e che ogni giorno morivano tra otto e dieci prigionieri a causa del clima caldo.
La prigione accrebbe la propria notorietà nel XIX secolo tramite le opere dello scrittore inglese Charles Dickens, il cui padre venne rinchiuso a Marshalsea per un debito di 40 sterline e 10 scellini quando il romanziere aveva dodici anni. In seguito all'accaduto, il ragazzo dovette lasciare la scuola e lavorare in fabbrica per mantenersi. Dickens basò molti romanzi sulla vita nella prigione per debitori, in particolare La piccola Dorrit, in cui il padre della protagonista è imprigionato a Marshalsea.
La maggior parte della prigione fu demolita nel 1849, sebbene alcuni dei suoi edifici restarono in uso fino agli anni Settanta del XX secolo, ospitando un negozio di ferramenta e una latteria, e in seguito una tipografia della Marshalsea Press. Oggi quello che rimane è un lungo muro di mattoni e due cancelli, che conducono ad un piccolo giardino pubblico e all'archivio di Southwark e alla locale biblioteca storica. Una targa ricorda l'esistenza del carcere e l'opera di Dickens in esso ambientato.

## L'origine del nome

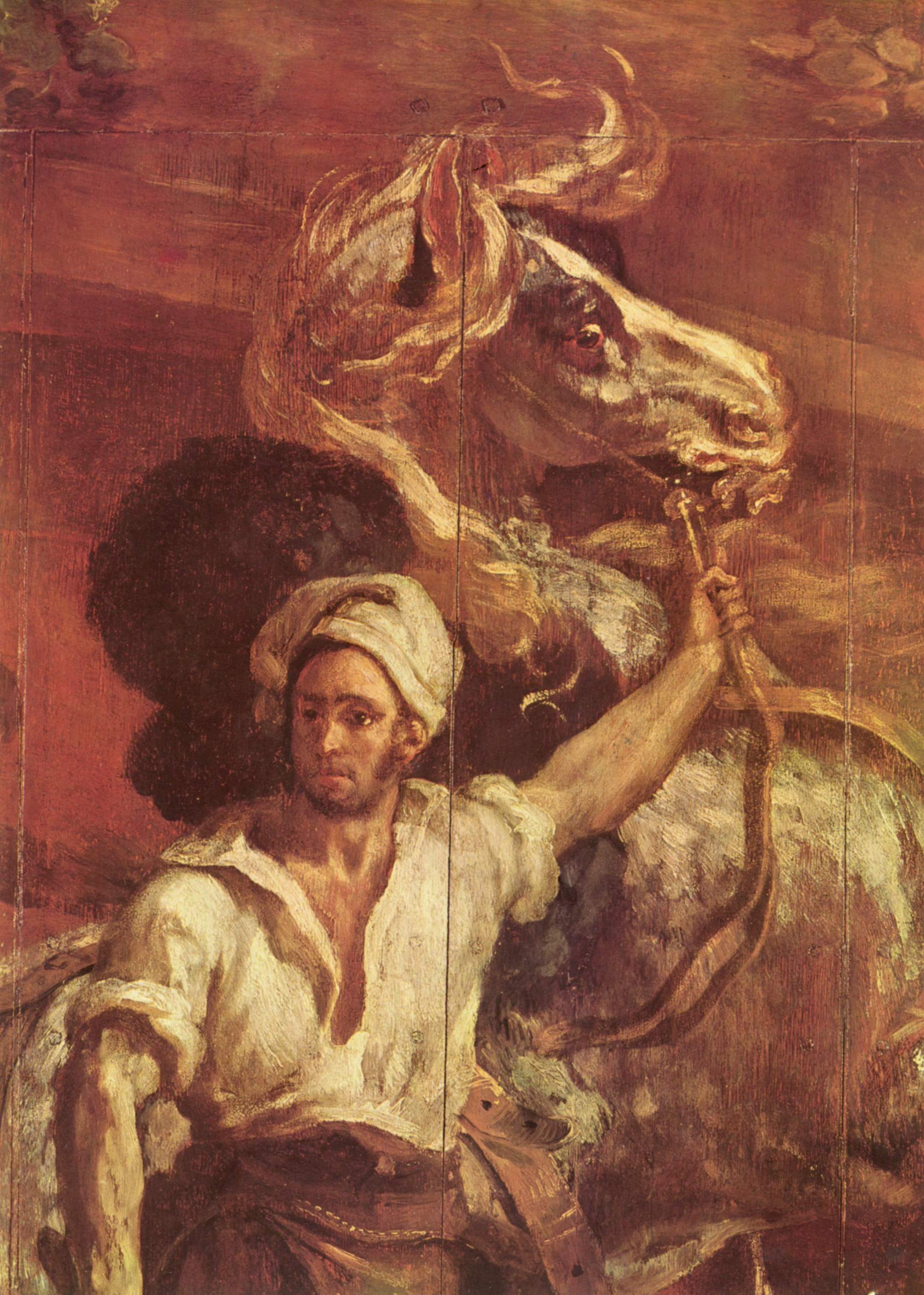
Un maniscalco assieme ad un cavallo in un dipinto del 1813-1814 di Théodore Géricault.

Marshalsea è storicamente una variante della parola marshalcy, ovvero, in inglese, "l'ufficio, il rango, la posizione del maresciallo", derivante dell'Anglo-Francese mareschal. "Marshal" significava originariamente maniscalco, dal tedesco antico marhaz (="cavallo") e skalkaz (= "skalkaz").
"Marshalsea" era il nome originario della Corte di Giustizia Marshalsea. Chiamata anche La Corte del limite, aveva la giurisdizione sui membri della famiglia reale che vivevano all'interno della zona limite, stabilita in 12 miglia di distanza dalla persona del Re, dovunque esso fosse stato, il che significava che era un tribunale (una corte) ambulante, che si spostava di pari passo con il Re.

## Southwark
(Charles Dickens, Il Circolo Pickwick)

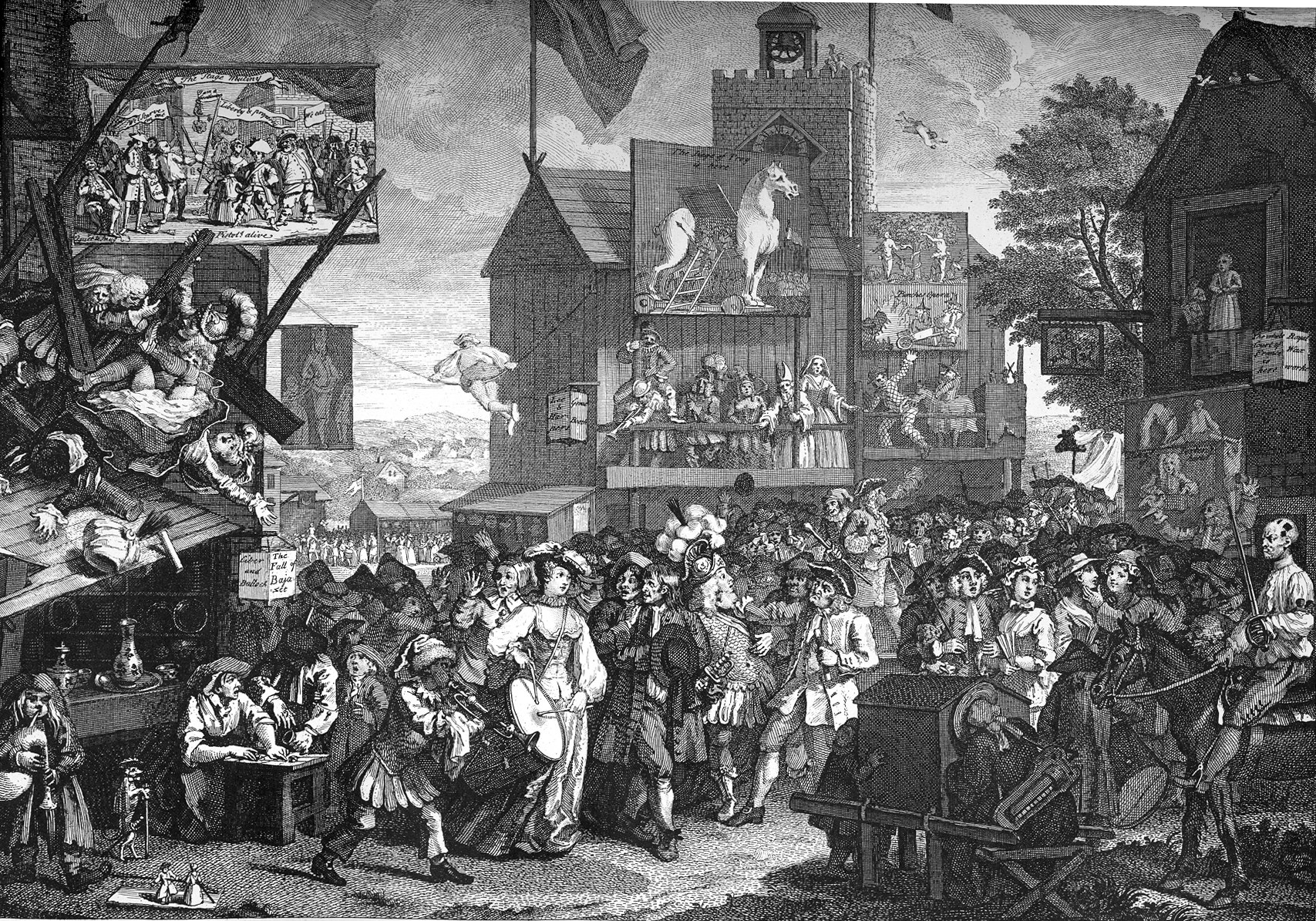
Dipinto (1734) di William Hogarth raffigurante la depravazione del quartiere di Southwark.

Southwark (/ˈsʌðək/, localmente /ˈsʌvək/) fu colonizzato dagli antichi Romani attorno all'anno 43. Esso era un punto d'ingresso per Londra dall'Inghilterra del sud, particolarmente lungo Watling Street, la strada romana che passava per Canterbury, che correva per la Borough High Street di Southwark; essa divenne famosa per i suoi viaggiatori e i suoi alberghi (fra cui il Tabard Inn che Geoffrey Chaucer descrisse) e che Charles Mackay nel 1840 definì "squallida, triste, e con gente corrotta"
come la sua popolazione criminale che si nascondeva sotto il London Bridge, l'unico ponte londinese che passasse sopra il Tamigi prima del 1729.
I viaggiatori vi trovavano povertà, prostituzione, combattimenti tra orsi e, inevitabilmente, prigioni: nel 1796 ce n'erano ben quattro entro i suoi confini: la Clink Prison, la King's Bench Prison, la County Gaol, la House of Correction, la Borough Compter, e la Marshalsea, mentre in tutta Londra ce n'erano solo diciotto: le carceri di Southwark costituivano quindi un terzo del totale.